# 岡崎市役所
岡崎市役所（おかざきしやくしょ）は、日本の地方公共団体である岡崎市の組織が入る施設（役所）である。

## 所在地
| 建物     | 住所                   | 開庁                       |
| -------- | ---------------------- | -------------------------- |
| 西庁舎   | 岡崎市十王町2丁目9番地 | 1971年（昭和46年）10月18日 |
| 東庁舎   | 岡崎市朝日町3丁目1番地 | 2007年（平成19年）7月17日  |
| 福祉会館 | 岡崎市朝日町3丁目2番地 | 1994年（平成6年）7月4日    |

## 開庁時間

### 受付日・受付時間
- 月曜日～金曜日の午前8時30分～午後5時15分
- 土曜日・日曜日・祝日・年末年始は閉庁

### 土曜窓口サービス（市役所東庁舎1階ロビー）
- 午前9時～午後0時30分

## 市庁舎

### 東庁舎
| 階  | 概 要 |
| --- | --- |
| 7F  | 消防指令センター |
| 6F  | 総務部（部長室、総務文書課、人事課）、都市整備部（乙川リバーフロント推進課）、選挙管理委員会                                                                          |
| 5F  | 企画財政部（部長室、企画課、財政課、行政経営課）、総務部（財産管理課）、記者室                                                                                        |
| 4F  | 市長室、副市長室、来賓室、市長公室（室長室、秘書課、広報課） |
| 3F  | 税務部（部長室、市民税課、資産税課、納税課）、市民生活部（部長室、安全安心課）、金融機関出張所、総合案内所、連絡通路                                                  |
| 2F  | 市長公室（防災危機管理課）、市民生活部（市民協働推進課、市民スポーツ課）、大会議室（災害対策本部員会議室）、レストラン                                                |
| 1F  | 市民生活部（市民課）、福祉部（生活福祉課、国保年金課、医療助成室）、こども部（こども育成課、家庭児童課）、防災展示コーナー、総合案内所、ATM、当直室、土曜窓口サービス |
| B1F | 連絡通路 |

### 西庁舎
| 階  | 概 要 |
| --- | --- |
| 7F  | 総務部（契約課）、監査委員事務局（事務局長室）、外部監査人室、入札室                                                                                             |
| 6F  | 上下水道局（局長室、総務課、サービス課） |
| 5F  | 上下水道局（水道工事課、下水施設課、下水工事課） |
| 4F  | 土木建設部（部長室、事業推進課）、都市整備部（交通政策室、公園緑地課、市街地整備課）、土地区画整理組合連合会                                                     |
| 3F  | 土木建設部（用地管理課、道路維持課、道路建設課、河川課、農地整備課）、市議会議場、市議会委員会室、総合案内所、連絡通路                                           |
| 2F  | 議長室、副議長室、議員控室、議会事務局（事務局長室、総務課、議事課）                                                                                             |
| 1F  | 経済振興部（観光課）、都市整備部（部長室、都市計画課）、建築部（部長室、建築指導課、建築課、施設保全室、住宅課）、市政情報コーナー、総合案内所、デイリーヤマザキ |
| B1F | 経済振興部（部長室、商工労政課、農務課）、農業委員会事務局、都市整備部（拠点整備課）、会計管理者室（会計課）、ATM                                                |

### 西庁舎南棟

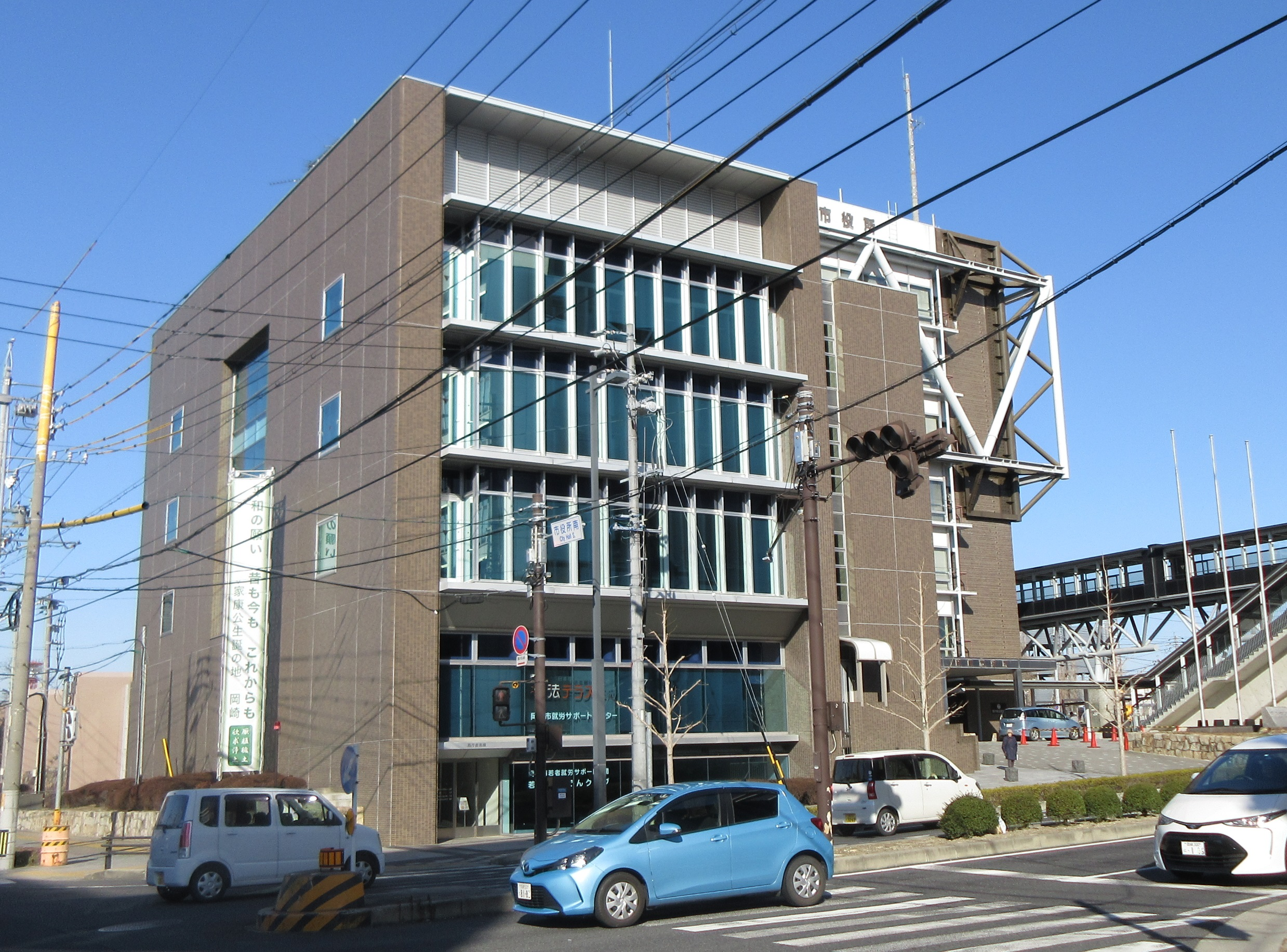
西庁舎南棟

| 階  | 概 要                                                |
| --- | ---------------------------------------------------- |
| 4F  | 企画財政部（情報政策課）                             |
| 3F  | 会議室                                               |
| 2F  | 教育委員会（視聴覚ライブラリー）、法テラス           |
| 1F  | 経済振興部（就労サポートセンター）、法テラス         |
| B1F | 経済振興部（若者おいでんクラブ）、サテライトスタジオ |

### 福祉会館
| 階  | 概 要 |
| --- | --- |
| 6F  | 大ホール |
| 5F  | 企画財政部（100周年記念事業推進課）、文化芸術部（部長室、文化総務課）、環境部（部長室、環境総務課、環境保全課、廃棄物対策課）、連絡通路 |
| 4F  | 教育委員会（教育長室、部長室、教育監室、総務課、給食管理室、施設課、学校指導課、社会教育課）                                            |
| 3F  | 視聴覚室、研修室、連絡通路 |
| 2F  | 障がい者福祉団体連合会、岡崎更生保護サポートセンター、研修室                                                                            |
| 1F  | 福祉部（部長室、福祉総務課、障がい福祉課、長寿課、介護サービス室）、こども部（部長室、保育課）、総合案内所                              |
| B1F | 連絡通路 |

## 支所

### 開庁時間
- 月曜日～金曜日の午前8時30分～午後5時15分

### 取扱業務
- 戸籍・住民関係
- 税関係
- 国民健康保険・医療助成関係
- 国民年金
- 福祉関係
- その他

### 所在地
| 名称       | 建物                                   | 住所                  |
| ---------- | -------------------------------------- | --------------------- |
| 岡崎支所   | 岡崎市シビックセンター                 | 羽根町字貴登野15番地  |
| 大平支所   | 大平市民センター                       | 大平町字皿田6番地     |
| 東部支所   | 東部市民センター                       | 山綱町字天神2番地9    |
| 岩津支所   | 岡崎市北部地域交流センター・なごみん   | 西蔵前町字季平45番地1 |
| 矢作支所   | 岡崎市西部地域交流センター・やはぎかん | 矢作町字尊所45番地1   |
| 六ツ美支所 | 六ツ美市民センター                     | 下青野町字天神64番地  |
| 額田支所   | 額田センター（2018年2月13日供用開始）  | 樫山町字山ノ神21番地1 |

- 岡崎支所
- 大平支所
- 東部支所
- 岩津支所
- 矢作支所
- 六ツ美支所
- 額田支所

## 沿革

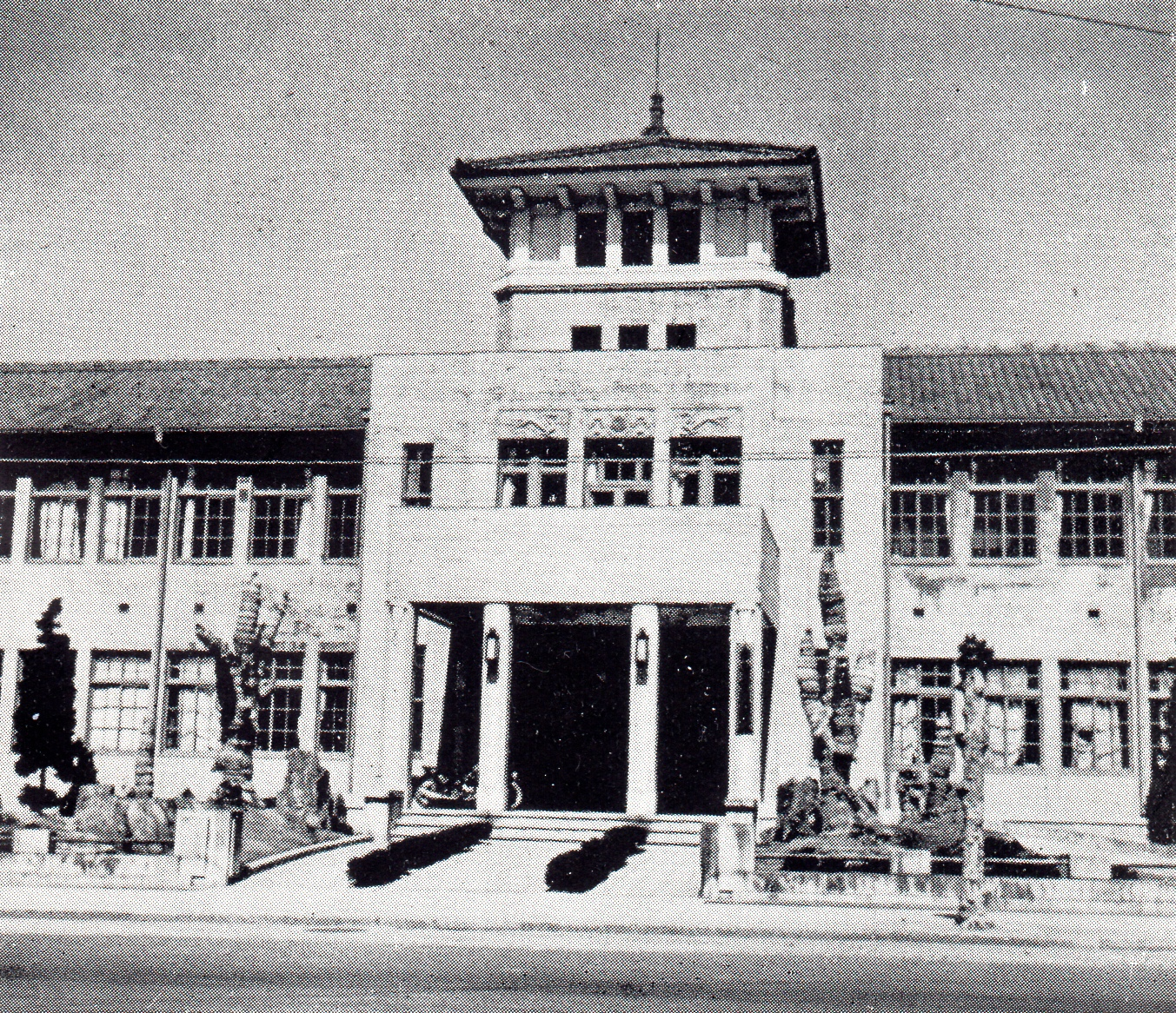
1940年9月19日に建てられた旧庁舎。戦火を耐え抜き、1970年まで使われた。

- 1903年（明治36年）11月 - 岡崎町大字籠田103番ノ2（現在の康生通南3丁目。NTT西日本岡崎ビルがある付近）に町役場が完成[4][5]。
- 1916年（大正5年）7月1日 - 岡崎町は市制施行し、岡崎市が誕生。町役場はそのまま岡崎市役所となった[6]。
- 1940年（昭和15年）9月19日 - 市役所を旧籠田町から十王町に移転新築[7]。議場は民間の会社から寄贈された[8]。
- 1945年（昭和20年）7月20日 - 岡崎空襲。被災者3万2千余名におよぶ大規模な空襲であったが、市役所庁舎は焼かれずに残った[9]。
- 1958年（昭和33年）12月 - 北館が竣工。
- 1970年（昭和45年）
  - 6月 - 新庁舎（現在の西庁舎）の工事開始。場所は旧庁舎を取り壊した跡地。
  - 10月2日 - 議場は「岡崎市北部公会堂」として井田町1丁目に移築された[8]。
- 1971年（昭和46年）10月18日 - 新庁舎が開庁[10]。
- 1972年（昭和47年）2月 - 新庁舎東側の東武急行運輸の土地3,110m2と、康生通西4丁目の岡崎スポーツガーデンのボウリング本館の建物と土地の交換売買が行われた。庁舎東側の土地は市役所の駐車場として整備された[11][12]。
- 1976年（昭和51年）4月1日 - 市長公室を新設。市長・助役直属であった秘書課・企画課・職員課・市民相談室は市長公室の下に置かれた[13][14]。
- 1987年（昭和62年） - 市役所庁舎周辺の整備の一環として、庁舎東側にある朝日町3丁目1番地の岡陸タクシー本社の土地1,400m2、門前町1丁目8番地の同社車庫252m2、計1,652m2と、上六名3丁目の市有地1,722m2を等価交換することが決まる。6月24日の市議会本会議で、同社に対する建物などの移転補償費1億1,622万円を盛り込む補正予算案が可決された[15][16]。
- 1994年（平成6年）7月4日 - 福祉会館が開庁[17]。
- 2003年（平成15年）4月1日 - 市長公室を「企画政策部」に改称[18]。
- 2007年（平成19年）7月17日 - 東庁舎が開庁[19]。
- 2009年（平成21年）4月1日 - 企画政策部を市長公室に戻す。平成20年8月末豪雨による水害での反省点などから総合調整機能を果たす部署にするため[20]。
- 2014年（平成26年）4月1日 - 水道局と下水道部を統合し「上下水道局」とする[21]。
- 2017年（平成29年）4月1日 - 市長公室を「総合政策部」に改称。企画財政部と税務部を「財務部」に統合。1998年度に導入した「班制」を「係制」に変更した[22]。

## アクセス
東岡崎駅（名鉄名古屋本線から）
- 北口から徒歩で約10分。
- 北口バスターミナルから名鉄バスで「市役所口」バス停下車。

岡崎駅（JR東海道本線・愛知環状鉄道 / 愛知環状鉄道線）から
- コミュニティバス「岡崎エクスプレス」で「市役所口」バス停下車。

中岡崎駅（愛知環状鉄道 / 愛知環状鉄道線）から
- 名鉄バス岡崎北線「中岡崎駅」バス停より「市役所」バス停下車。2020年3月31日で廃止された岡崎市コミュニティバス「まちなかにぎわいバス（まちバス）」の代替ルートになっている。